# Топологическая семантика
Топологическая семантика является естественной семантикой для неклассических логик, таких как интуиционистская логика и модальная логика. Исторически топологическая семантика появилась раньше более распространённой на данной момент семантики Крипке. Основы топологической семантики были заложены в работах Куратовского.

## Топологическая семантика для модальной логики
Пусть {\displaystyle X} — топологическое пространство, топологической моделью называется пара {\displaystyle M=(X,V)}, где {\displaystyle V} — это оценка, которая каждой переменной ставит в соответствие множество точек топологического пространства, в которых эта переменная считается истинной. А именно, {\displaystyle V:Var\to 2^{X}}, где {\displaystyle Var} — множество пропозициональных переменных. Истинность модальной формулы {\displaystyle A} в точке {\displaystyle x} топологической модели определяется индукцией по длине формулы:
```

  

    

      

        
M

        
,

        
x

        
⊨

        
p

      

    

    
{\displaystyle M,x\models p}

  

, если  

  

    

      

        
x

        
∈

        
V

        
(

        
p

        
)

      

    

    
{\displaystyle x\in V(p)}

  

  

    

      

        
M

        
,

        
x

        
⊭⊥

      

    

    
{\displaystyle M,x\not \models \perp }

  

  

    

      

        
M

        
,

        
x

        
⊨

        
¬

        
A

      

    

    
{\displaystyle M,x\models \lnot A}

  

, если 

  

    

      

        
M

        
,

        
x

        
⊭

        
A

      

    

    
{\displaystyle M,x\not \models A}

  

  

    

      

        
M

        
,

        
x

        
⊨

        
A

        
∧

        
B

      

    

    
{\displaystyle M,x\models A\land B}

  

, если 

  

    

      

        
M

        
,

        
x

        
⊨

        
A

      

    

    
{\displaystyle M,x\models A}

  

 и 

  

    

      

        
M

        
,

        
x

        
⊨

        
B

      

    

    
{\displaystyle M,x\models B}

  

  

    

      

        
M

        
,

        
x

        
⊨

        
A

        
∨

        
B

      

    

    
{\displaystyle M,x\models A\lor B}

  

, если 

  

    

      

        
M

        
,

        
x

        
⊨

        
A

      

    

    
{\displaystyle M,x\models A}

  

 или 

  

    

      

        
M

        
,

        
x

        
⊨

        
B

      

    

    
{\displaystyle M,x\models B}

  

  

    

      

        
M

        
,

        
x

        
⊨

        
A

        
→

        
B

      

    

    
{\displaystyle M,x\models A\to B}

  

, если 

  

    

      

        
M

        
,

        
x

        
⊭

        
A

      

    

    
{\displaystyle M,x\not \models A}

  

 или 

  

    

      

        
M

        
,

        
x

        
⊨

        
B

      

    

    
{\displaystyle M,x\models B}

  

  

    

      

        
M

        
,

        
x

        
⊨

        
◻

        
A

      

    

    
{\displaystyle M,x\models \Box A}

  

, если существует окрестность 

  

    

      

        
U

      

    

    
{\displaystyle U}

  

 точки 

  

    

      

        
x

      

    

    
{\displaystyle x}

  

, такая что 

  

    

      

        
∀

        
y

        
:

        
(

        
y

        
∈

        
U

        
⇒

        
M

        
,

        
y

        
⊨

        
A

        
)

      

    

    
{\displaystyle \forall y:(y\in U\Rightarrow M,y\models A)}

  

```

Формула называется общезначимой в топологической модели, если она истинна во всех точках модели.
Формула называется общезначимой в топологическом пространстве, если она общезначима во всех моделях в этом пространстве.
Благодаря свойствам топологических пространств в любой топологической модели наряду с аксиомой нормальности общезначимы следующие формулы:
```

  

    

      

        
◻

        
p

        
→

        
p

      

    

    
{\displaystyle \Box p\to p}

  

  

    

      

        
◻

        
p

        
→

        
◻

        
◻

        
p

      

    

    
{\displaystyle \Box p\to \Box \Box p}

  

```

Для шкал Крипке эти формулы, соответственно, задают рефлексивность и транзитивность отношения.
Наименьшая нормальная модальная логика, содержащая эти формулы, называется S4.

## Связь с семантикой Крипке
Пусть {\displaystyle F=(W,R)} - шкала Крипке, такая что {\displaystyle R} - транзитивное и рефлексивное отношение (т.е.{\displaystyle F} является предпорядком). На шкале {\displaystyle F} можно естественным образом определить топологическое пространство {\displaystyle Top(F)}. Базой топологии этого пространства являются множества вида
```

  

    

      

        
R

        
(

        
x

        
)

        
=

        
{

        
y

        

        

          
|

        

        

        
x

        
R

        
y

        
}

      

    

    
{\displaystyle R(x)=\{y\;|\;xRy\}}

  

.
```

Другими словами, в {\displaystyle Top(F)} открытыми считаются все такие множества {\displaystyle U\subseteq W} для которых верно, что
```

  

    

      

        
x

        
∈

        
U

        
∧

        
x

        
R

        
y

        
⇒

        
y

        
∈

        
U

      

    

    
{\displaystyle x\in U\land xRy\Rightarrow y\in U}

  

.
```

Для любой точки, для любой оценки и любой формулы верно, что
```

  

    

      

        
F

        
,

        
V

        
,

        
x

        
⊨

        
A

        

        
⟺

        

        
T

        
o

        
p

        
(

        
F

        
)

        
,

        
V

        
,

        
x

        
⊨

        
A

      

    

    
{\displaystyle F,V,x\models A\iff Top(F),V,x\models A}

  

```